# Scepanotrocha rubra
Scepanotrocha rubra is een raderdiertjessoort uit de familie Habrotrochidae. De wetenschappelijke naam van deze soort is voor het eerst geldig gepubliceerd in 1910 door Bryce.